# Biougra
Biougra (pronúncia: biugra; em árabe: ‏بيوڭرى‎) é uma cidade do sul de Marrocos, capital da província de Chtouka-Aït Baha, que faz parte da região de Sous-Massa-Drâa. Em 2004 tinha 25 838 habitantes. Situa-se a sudeste de Agadir, da qual dista 33 km e de Aït Melloul, da qual dista 20 km.